# Little Big Boss
Pour plus de détails, voir Fiche technique et Distribution.
Little Big Boss (Little Big League) est un film américain réalisé par Andrew Scheinman, sorti en 1994.

## Synopsis
Quand le propriétaire de l'équipe de baseball des Twins du  Minnesota meurt soudainement, ses dernières volontés sont de confier les rênes de l'équipe à son petit-fils, Billy Heywood. C'est un passionné de baseball qui connaît très bien chacun des joueurs et qui en plus a un sixième sens développé pour prendre de bonnes décisions. Le seul problème c'est qu'il n'a que douze ans. Sa première décision est de renvoyer l'entraîneur en place qui était détesté de la part des joueurs, ce qui fait que Billy devient rapidement encore plus populaire auprès des joueurs. Sa seconde décision les laisse par contre plus dubitatifs, vu qu'il se soit choisi lui pour devenir le nouvel entraîneur…

## Fiche technique
- Titre français : Little Big Boss
- Titre original : Little Big League
- Réalisation : Andrew Scheinman
- Scénario : Gregory K. Pincus
- Production : Mike Lobell, Andrew Bergman, Steve Nicolaides, Adam Merims, Barry Zelickson
- Musique : Stanley Clarke
- Photographie : Donald E. Thorin
- Montage : Michael Jablow
- Direction artistique : Jeffrey Howard
- Chef décorateur : Ethel Robins Richards
- Costumes : Erica Edel Phillips
- Pays d'origine : États-Unis
- Langue : anglais
- Genre : comédie
- Durée : 119 minutes
- Dates de sortie : 
  - États-Unis : 29 juin 1994
  - Royaume-Uni : 7 avril 1995
  - Australie : 31 août 1995
  - Espagne : 3 juillet 1996

## Distribution
- Luke Edwards : Billy Heywood
- Timothy Busfield : Lou Collins
- John Ashton : Mac Macnally
- Ashley Crow : Jenny Heywood
- Kevin Dunn : Arthur Goslin
- Billy L. Sullivan : Chuck
- Miles Feulner : Joey
- Jonathan Silverman : Jim Bowers
- Dennis Farina : George O'Farrell
- Jason Robards : Thomas Heywood
- Leon Durham : Leon Alexander
- Joseph Latimore : Lonnie Ritter
- Wolfgang Bodison : Spencer Hamilton
- Duane Davis : Jerry Johnson
- Kevin Elster : Pat Corning
- Bradley Jay Lester : John "Blackout" Gatling
- Michael Papajohn : Tucker Kain
- John Minch : Mark Hodges
- Troy Startoni : Larry Hilbert
- Antonio Lewis Todd : Mickey Scales
- Scott Patterson : Mike McGrevey
- David Arnott : Manager
- Teddy Bergman : Lowell
- Cammy Kerrison : Shelly Hogeboom
- John Beasley : Roberts
- Paul O'Neill : lui-même
- Randy Johnson : lui-même
- Lou Piniella : lui-même
- Rafael Palmeiro : lui-même
- Iván Rodríguez : lui-même
- Lenny Webster : lui-même
- Wally Joyner : lui-même
- Mickey Tettleton : lui-même
- Sandy Alomar Jr : lui-même
- Eric Anthony  : lui-même
- Carlos Baerga : lui-même
- Alex Fernandez : lui-même
- Dave Magadan : lui-même
- Dean Palmer : lui-même
- Tim Raines : lui-même
- Chris Berman : lui-même

## Distinctions

### Récompenses
- Saturn Award 1995 : 
  - Meilleur jeune acteur (Luke Edwards)
- Young Artist Award 1995 :
  - Meilleur collectif de jeunes acteurs (Luke Edwards, Billy L. Sullivan, Miles Feulner)